# هيروشي إيشيغورو
هيروشي إيشيغورو (باليابانية: 石黒浩؛ بالكانا: いしぐろ ひろし) هو عالم وأستاذ جامعي ياباني، ولد في 23 أكتوبر 1963.

## وصلات خارجية
- هيروشي إيشيغورو على موقع IMDb (الإنجليزية)
- هيروشي إيشيغورو على موقع قاعدة بيانات الفيلم (الإنجليزية)